# Mieczysław Szczuka

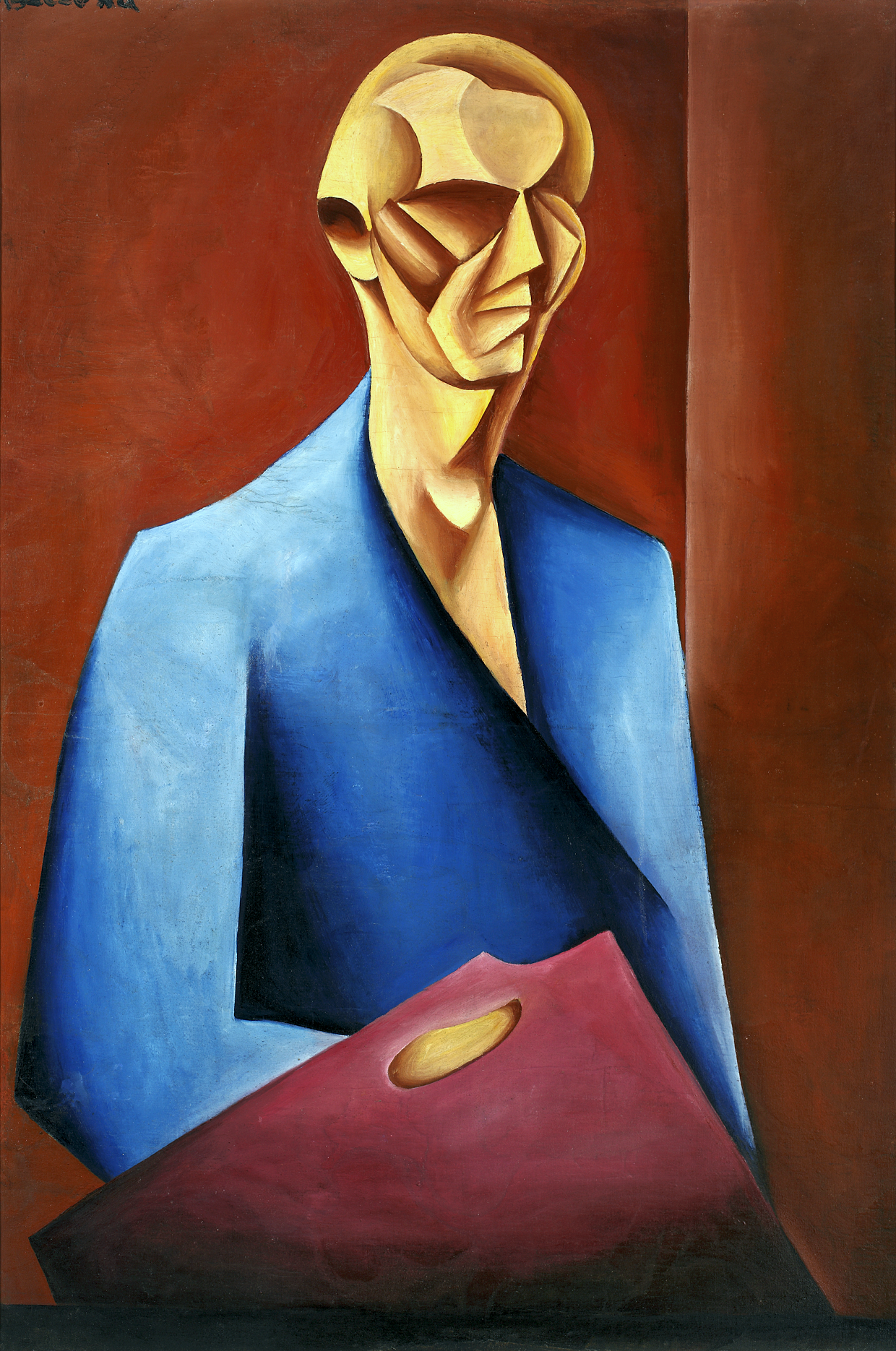
Mieczysław Szczuka Selbstporträt (1920)

Mieczysław Szczuka (* 19. Oktober 1898 in Warschau; † 13. August 1927 auf dem Adlerpfad in der Tatra) war ein polnischer Maler und Grafiker.
Von 1915 bis 1918 studierte Mieczysław Szczuka an der Warschauer Kunstakademie bei Miłosz Kotarbiński Malerei. 1920 zeigte er auf seiner ersten Ausstellung expressionistische Arbeiten, die zum Dadaismus tendierten. 1921 präsentierte er zusammen mit seinen Kommilitonen Henryk Stażewski (1894–1988) – beeinflusst von Wladimir Tatlin – sein erstes konstruktivistisches Werk. 1923 artikulierte der Utilitarismus propagierende Szczuka, der zudem linke Ansichten mit Kunst verbinden wollte, in der Zeitschrift Zwrotnica (auf Deutsch: Die Weiche) seine Überzeugung von der Notwendigkeit der Kunst im Blick auf soziale Fragestellungen.
Szczuka illustrierte Bücher, war als Bildhauer, Bühnenbildner, Industrie-Designer und als Innenarchitekt tätig. Seine Plakate, Fotomontagen und abstrakten Filme wiesen ihn als Avantgardisten aus. Er war auf den ersten avantgardistischen Ausstellungen in Bukarest und Wilna dabei. 1923 war er zusammen mit Teresa Żarnower (auch Teresa Żarnowerówna, 1897–1949) in der Berliner Sturm-Galerie präsent. Szczuka zählt unter den Avantgardisten zu den Formisten. 1924 gründete er zusammen mit Teresa Żarnower, Władysław Strzemiński, Henryk Berlewi, Henryk Stażewski (1894–1988) und Katarzyna Kobro die avantgardistische Gruppe Blok. Diese hatten sich dem Kubismus, Suprematismus und dem Konstruktivismus verschrieben. Zum Suprematisten wurde Szczuka unter dem Einfluss von Kasimir Malewitsch. Allerdings distanzierte sich Szczuka 1927 vom Suprematismus. Kobro hatte ein Jahr zuvor die Gruppe Blok verlassen. Ebenfalls 1927 gründete Szczuka im März die der KP Polens nahestehende Literaturzeitschrift Dźwignia (auf Deutsch: Der Hebel). Bis zu seinem Tode im Sommer desselben Jahres brachte der Redakteur Szczuka vier Hefte heraus.
Nachdem 1923 bei Szczuka Tuberkulose diagnostiziert worden war, begab er sich zu einer Kur nach Zakopane. Gelegentlich kletterte er dort in der Hohen Tatra. Seinen 13. Besteigungsversuch des Zamarła Turnia über die Südwand überlebte er nicht. Die Todesumstände wurden nie völlig aufgeklärt. Vermutlich war sein Sicherungsseil an einem Felsvorsprung beschädigt worden. Seine letzte Ruhe fand Mieczysław Szczuka auf dem Neuen Friedhof in Zakopane.